# Thuốc chống trầm cảm

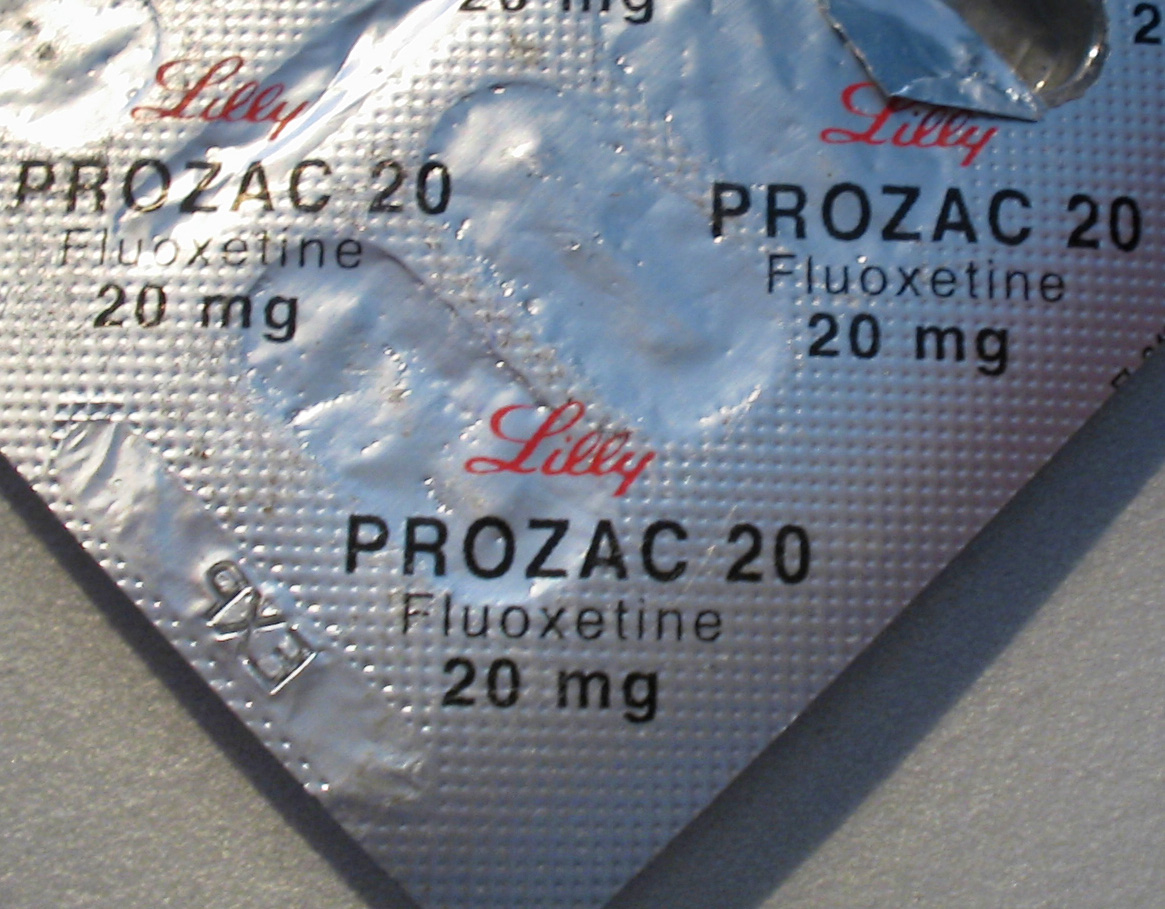
Fluoxetine (Prozac), một loại SSRI

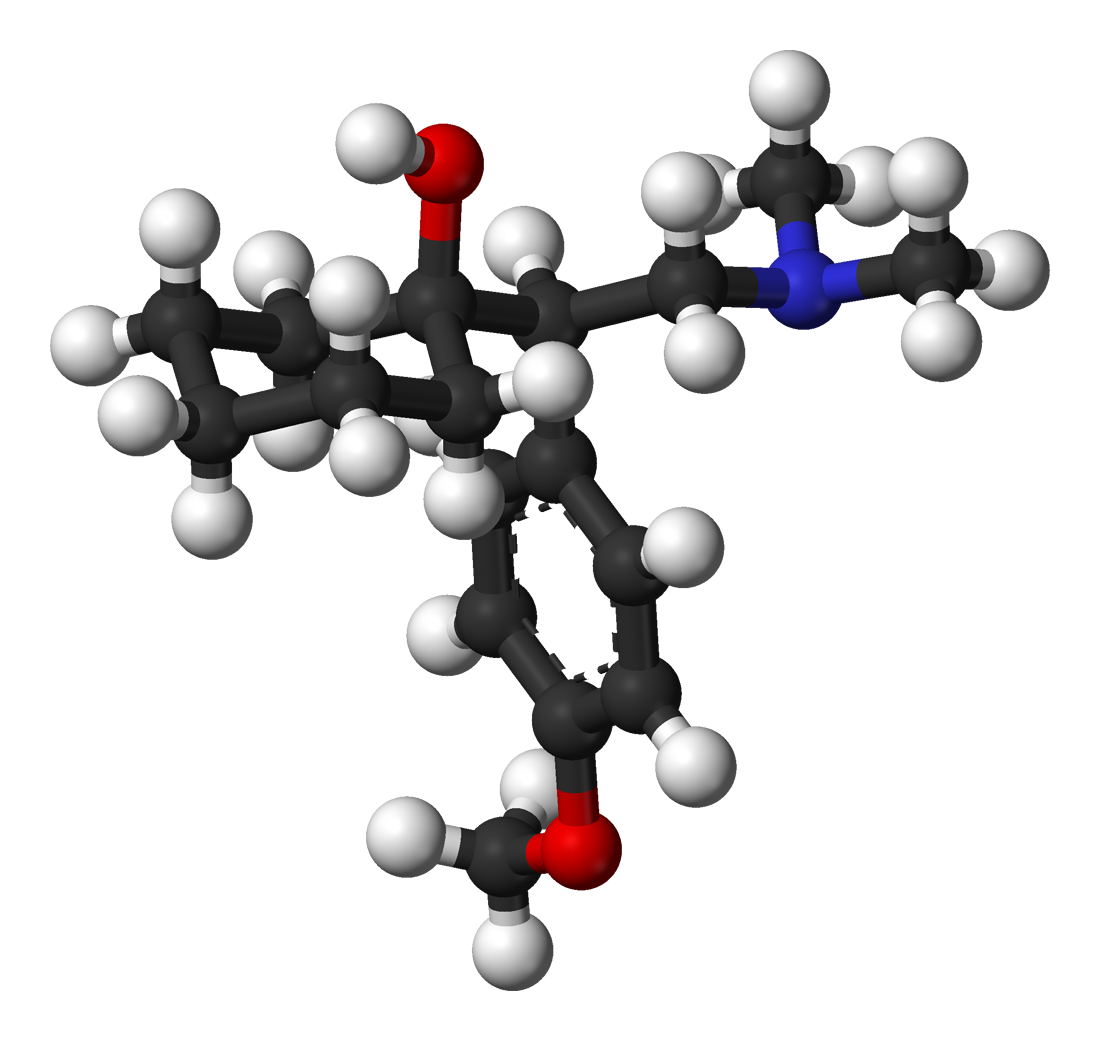
Cấu trúc hóa học của venlafaxine (Effexor), một loại SNRI

Thuốc chống trầm cảm là thuốc dùng để điều trị rối loạn trầm cảm chính, một số rối loạn lo âu, một số tình trạng đau mãn tính và để giúp kiểm soát một số chứng nghiện. Tác dụng phụ thường gặp của thuốc chống trầm cảm bao gồm khô miệng, tăng cân, chóng mặt, đau đầu và rối loạn chức năng tình dục. Hầu hết các loại thuốc chống trầm cảm thường an toàn khi sử dụng, nhưng có thể gây ra suy nghĩ tự tử gia tăng khi trẻ em, thanh thiếu niên và thanh niên sử dụng. Một hội chứng ngừng thuốc có thể xảy ra sau khi ngừng dùng bất kỳ thuốc chống trầm cảm nào giống như trầm cảm tái phát.
Một số đánh giá về thuốc chống trầm cảm cho bệnh trầm cảm ở người lớn tìm thấy lợi ích  trong khi những người khác thì không. Bằng chứng về lợi ích của thuốc ở trẻ em và thanh thiếu niên là không rõ ràng. Có một cuộc tranh luận trong cộng đồng y tế về mức độ ảnh hưởng quan sát của thuốc chống trầm cảm có thể được quy cho hiệu ứng giả dược.
Một số liệu pháp điều trị không cần thuốc như: tâm lý trị liệu, sốc điện, châm cứu, thể dục...
Có khoảng 30 loại thuốc chống trầm cảm, phần lớn nằm vào một trong bốn loại sau:
- Tricyclics (thuốc chống trầm cảm ba vòng)
- MAOIs (thuốc ức chế enzyme Monoamine oxidase)
- SSRIs (thuốc ức chế tái hấp thu chọn lọc trên Serotonin)
- SNRIs (thuốc ức chế tái hấp thu trên Serotonin và Noradrenaline)

## Sử dụng trong y tế
Thuốc chống trầm cảm được sử dụng để điều trị rối loạn trầm cảm chính và các tình trạng khác, bao gồm một số rối loạn lo âu, một số tình trạng đau mãn tính và để giúp kiểm soát một số chứng nghiện. Các thuốc chống trầm cảm thường được sử dụng kết hợp với nhau.

### Rối loạn trầm cảm chính
Hướng dẫn của Viện Sức khỏe và Chăm sóc Sức khỏe (NICE) năm 2009 của Vương quốc Anh cho thấy thuốc chống trầm cảm không nên được sử dụng thường xuyên để điều trị trầm cảm nhẹ, vì tỷ lệ lợi ích/rủi ro là thấp. Các hướng dẫn khuyến cáo rằng điều trị chống trầm cảm được xem xét sử dụng với:
- Những người có tiền sử trầm cảm vừa hoặc nặng,
- Những người bị trầm cảm nhẹ đã có mặt trong một thời gian dài,
- Là một điều trị thứ hai cho trầm cảm nhẹ vẫn tồn tại sau các can thiệp khác,
- Là một điều trị đầu tay cho trầm cảm vừa hoặc nặng.

Các hướng dẫn lưu ý thêm rằng điều trị chống trầm cảm nên được sử dụng kết hợp với các can thiệp tâm lý xã hội trong hầu hết các trường hợp, nên được tiếp tục trong ít nhất sáu tháng để giảm nguy cơ tái phát và SSRIs thường được dung nạp tốt hơn các thuốc chống trầm cảm khác.
Hướng dẫn điều trị của Hiệp hội Tâm thần Hoa Kỳ khuyến cáo rằng điều trị ban đầu nên được điều chỉnh riêng dựa trên các yếu tố bao gồm mức độ nghiêm trọng của các triệu chứng, rối loạn cùng tồn tại, kinh nghiệm điều trị trước đó và sở thích của người bệnh. Các lựa chọn có thể bao gồm dược trị liệu, tâm lý trị liệu, liệu pháp điện từ (ECT), kích thích từ xuyên sọ (TMS) hoặc liệu pháp ánh sáng. Họ đề nghị dùng thuốc chống trầm cảm như một lựa chọn điều trị ban đầu ở những người bị trầm cảm nhẹ, trung bình hoặc nặng, nên dùng cho tất cả những người bị trầm cảm nặng trừ khi có kế hoạch dùng ECT.
Một số đánh giá về thuốc chống trầm cảm ở người lớn bị trầm cảm tìm thấy lợi ích  trong khi những người khác thì không.

## Lịch sử

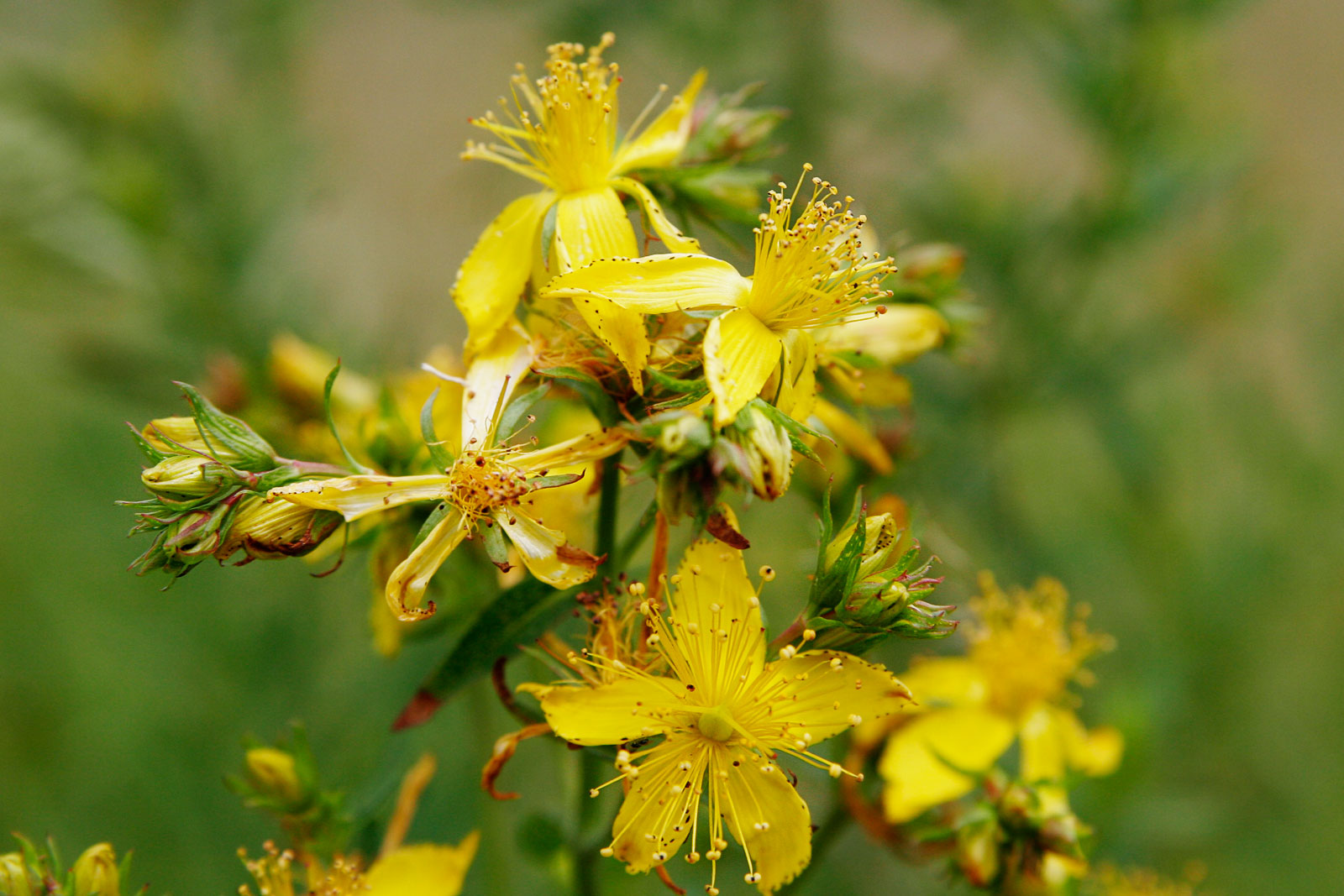
St John's wort

Trước thập niên 50, nhóm thuốc gây nghiện opioic và amphetamines là những thuốc thông thường sử dụng điều trị bệnh trầm cảm. Sau khi các nhóm này bị quản lý chặt chẽ do nhiều tác dụng phụ và gây nghiện. Cao chiết từ thực vật St John's wort cũng có thể sử dụng như "thuốc bổ thần kinh" để làm giảm nhẹ triệu chứng bệnh trầm cảm.

### Isoniazid, iproniazid, imipramine
Năm 1951, Irving Selikoff và Edward Robitzek, làm việc cho bệnh viện Sea View Hospital trên đảo Staten Island, đã bắt đầu thử nghiệm lâm sàng với thuốc kháng lao của hãng Hoffman-LaRoche là isoniazid và iproniazid trên những bệnh nhân có tiên lượng xấu. Kết quả là tinh thần bệnh nhân được cải thiện hơn và họ chấp hành kỉ luật hơn." Triển vọng từ ca thử lâm sàng trên đã tạo ra dư luận sôi nổi.
Năm 1952, Khi nghiên cứu tác dụng phụ gây kích động của isoniazid, bác sĩ tâm thần Max Lurie thử nghiệm trên các bệnh nhân. Trong những năm sau đó, Max Lurie và Harry Salzer ghi nhận rằng isoniazid cải thiện được tình trạng trầm cảm ở 2 phần 3 bệnh nhân của họ và đặt ra khái niệm chống trầm cảm. Một sự kiện tương tự cũng xảy ra ở Paris, Ở đây Jean Delay, trưởng khoa tâm thần tại bệnh viện Sainte-Anne Hospital tiếp nhận thông tin về tác dụng này từ các đồng nghiệp là bác sĩ phổi tại bệnh viện Cochin Hospital. Năm 1952, trước Lurie và Salzer, Delay đã ghi nhận ảnh hưởng có lợi của isoniazid trên bệnh nhân trầm cảm tại khu dân cư Jean-Francois Buisson. Vì độc hại của iproniazid nên tác dụng chống trầm cảm của chúng ít được quan tam, Mặc dù chúng vẫn còn được sử dụng điều trị bệnh lao]]. Cơ chế chống trầm cảm của isoniazid vẫn chưa rõ. Nhưng có thể suy đoán rằng là do ức chế diamine oxidase, kèm theo ức chế yếu monoamine oxidase A.

### Thế hệ thuốc chống trầm cảm thứ 2
Thuốc chống trầm cảm trở thành thuốc kê đơn vào những năm 1950. Theo ước tính có hơn 50 đến 100 cá nhân trên một triệu sử dụng những thuốc mới điều trị trầm cảm. Các công ty dược phẩm không thấy triển vọng kinh doanh ở thị trường nhỏ vé này. Doanh số bán hàng của thuốc chống trầm cảm trong suốt những năm 1960 duy trì thấp so với doanh số của thuốc an thần khác. chúng được tiếp thị sử dụng cho mục đích khác. Imipramine vẫn được sử dụng phổ biến và nhiều thế hệ sau đã được giới thiệu. Việc sử dụng thuốc ức chế monoamine oxidase(MAOI) gia tăng sau khi dạng thuốc thuận nghịch được phát triển và giới thiệu, chúng chỉ tác dụng trên loại MAO-A, do dó thuốc trở nên an toàn hơn khi sử dụng.
vào những năm 1960, Người ta nhận thấy cơ chế tác dụng của nhóm chống trầm cảm ba vòng là ức chế tái hấp thu norepinephrine. Tuy nhiên, tái hấp thu norepinephrine trở nên liên quan đến tác dụng kích thích. nhóm chống trầm cảm ba vòng thế hệ sau được cho là có ảnh hưởng lên serotonin được đưa ra vào năm 1969 bởi Carlsson và Lindqvist cũng như là Lapin và Oxenkrug.
Các nhà nghiên cứu đã bắt đầu quá trình thiết kế thuốc để cô lập các dẫn chất kháng histamine có hệ thống chọn lọc mục tiêu. Chất đầu tiên được cấp bản quyền là zimelidine vào năm 1971, Trong khi các thuốc được thử lâm sàng đầu tiên là indalpine. Fluoxetine được Cục quản lý Thực phẩm và Dược phẩm Hoa Kỳ (FDA) chấp nhận đưa thị trường Mỹ vào năm 1988, trở thành thuốc SSRI đầu tiên. Fluoxetin được phát triển tại tập đoàn dược phẩm Eli Lilly and Company vào đầu những năm 1970 bởi Bryan Molloy, Klaus Schmiegel, David Wong và các cộng sự. SSRIs được biết đến như "thuốc chống trầm cảm thế hệ mới" cùng với các nhóm thuốc mới như SNRIs và NRIs có tác dụng chọn lọc và đa dạng.
St John's wort bị loại ra ở hầu hết các quốc gia trong suốt thế kỉ 19 and 20, ngoại trừ Đức, nơi mà cao chiết của Hypericum cuối cùng cũng được cấp phép, đóng gói và kê đơn. Những thử nghiệm nhỏ được thực hiện trong những năm 1970 và 1980, và được chú ý hơn vào những năm 1990 nhờ một nghiên cứu meta-analysis. Hiện nay, thuốc này vẫn được sử dụng như là một thuốc không kê đơn (OTC) tại nhiều quốc gia. Nghiên cứu vẫn được tiếp tục để tìm hiểu về thành phần hoạt tính hyperforin và làm sáng tỏ cơ chế hoạt động của chúng.

## Tác dụng
Một số thuốc chống trầm cảm (SSRI và SNRI) làm tăng các chất kích thích hoạt động thần kinh trong não, trong khi một số khác (TCTC 3 vòng và MAOI) làm kéo dài hoạt động của những chất này. Thuốc chống trầm cảm được dùng ít nhất 10 ngày mới có hiệu quả và sau 8 tuần mới có tác dụng hoàn toàn.

## Tác dụng phụ
Phần lớn các thuốc chống trầm cảm gây khô miệng, rối loạn thị giác, chóng mặt, ngủ gà, táo bón, tiểu khó. Các triệu chứng này có thể gia tăng khi điều trị lâu dài. Dùng quá liều có thể gây rối loạn nhịp tim, co giật, hôn mê, có khi chết.

## Các thuốc kê đơn thông dụng

Structural formula of the SSRI escitalopram, in its free base form.

Hoa Kỳ: Các thuốc chống trầm cảm được kê đơn phổ biến được đưa ra thị trường năm 2010 là:
| Sertraline     | Zoloft        | SSRI | 33,409,838 |
| Citalopram     | Celexa        | SSRI | 27,993,635 |
| Fluoxetine     | Prozac        | SSRI | 24,473,994 |
| Escitalopram   | Lexapro       | SSRI | 23,000,456 |
| Trazodone      | Desyrel       | SARI | 18,786,495 |
| Duloxetine     | Cymbalta      | SNRI | 14,591,949 |
| Paroxetine     | Paxil         | SSRI | 12,979,366 |
| Amitriptyline  | Elavil        | TCA  | 12,611,254 |
| Venlafaxine XR | Effexor XR    | SNRI | 7,603,949  |
| Bupropion XL   | Wellbutrin    | NDRI | 7,317,814  |
| Mirtazapine    | Remeron       | TeCA | 6,308,288  |
| Venlafaxine ER | Effexor       | SNRI | 5,526,132  |
| Bupropion SR   |               | NDRI | 4,588,996  |
| Desvenlafaxine | Pristiq       | SNRI | 3,412,354  |
| Nortriptyline  | Sensoval      | TCA  | 3,210,476  |
| Bupropion ER   |               | NDRI | 3,132,327  |
| Venlafaxine    | Effexor       | SNRI | 2,980,525  |
| Bupropion      | Wellbutrin XL | NDRI | 753,516    |

Cộng hòa liên bang Đức: thuốc chống trầm cảm được kê đơn phổ biến nhất tại Đức được báo cáo là cao chiết xuất của  Hypericum perforatum  (St John's wort).
Hà Lan: Tại Hà Lan, paroxetine, đưa ra thị trường với tên Seroxat là thuốc chống trầm cảm được kê đơn phổ biến nhất, theo sau là các thuốc thuộc nhóm chống trầm cảm ba vòng amitriptyline, citalopram và venlafaxine.
Nhóm thuốc MAOIs hiệu quả như nhóm chống trầm cảm ba vòng, Dù vậy nhóm thuốc MAOIs vẫn ít được sử dụng hơn bởi vì chúng có nhiều tác dụng phụ và bị tương tác nhiều hơn so với nhóm chống trầm cảm ba vòng.